# Ponsoonops micans
Espèce
Synonymes
- Telchius micans Simon, 1893
- Dysderoides micans (Simon, 1893)

Ponsoonops micans est une espèce d'araignées aranéomorphes de la famille des Oonopidae.

## Distribution
Cette espèce est endémique de l'État d'Aragua au Venezuela,.

## Description
La femelle décrite par Bolzern en 2014 mesure 1,93 mm.

## Publication originale
- Simon, 1893 : Arachnides. Voyage de M. E. Simon au Venezuela (décembre 1887 - avril 1888). 21e Mémoire. Annales de la Société Entomologique de France, vol. 61, p. 423-462 (texte intégral).